# Upucerthia saturatior
Espèce
Statut de conservation UICN

 LC  : Préoccupation mineure
Upucerthia saturatior est une espèce de passereaux de la famille des Furnariidae.

## Répartition
On la trouve dans l'ouest de l'Argentine et au Chili.